# 364型レーダー
364型レーダーは、中国船舶重工集団（CSIC）中国艦船研究院の第723研究所（扬州船用电子仪器研究所）が開発した2次元レーダー。制式名称はH/LJQ-364型対水上・低空警戒レーダー（对海/低空搜索雷达）、輸出名はSR-64「シーガル-C」。
同研究所は、イタリア製のRAN-10Sを山寨化して360型対空対水上レーダー（360型対空対海捜索雷達、H/LJQ-360）を開発していた。本機はその改良型とされており、また、同社が開発していた2405型レーダーを元に信号処理装置などを改良したものともされている。
中国人民解放軍海軍では、本機は主として730型CIWSに連接された目標指示（target indication）レーダーとして用いられる。これは、RAN-10Sがダルド・システムで果たした役割と同様のものであり、空中・洋上目標に対して自動化された捜索中追尾（TWS）を可能にしているものと見られている。なお、アンテナ部はAN/SPQ-9と同様にレドームに収容されている。

## 搭載艦艇
- 052A型駆逐艦（旅滬型）※後日装備
- 052B型駆逐艦（旅洋I型）
- 052C型駆逐艦（旅洋II型）
- 052D型駆逐艦（旅洋III型）
- 051C型駆逐艦（旅洲型）
- 054型フリゲート（江凱I型）
- 054A型フリゲート（江凱II型）
- 056型コルベット（江島型）
- 航空母艦「遼寧」